# أحمد مهدي زاده
احمد مهدي زاده (بالفارسية: احمد مهدی زاده) هو لاعب كرة قدم إيراني. حضر احمد مهدي زاده خلال مسيرته الرياضية في عدة فرق ومنها فريق مالافان لكرة القدم الإيراني.

## روابط خارجية
- أحمد مهدي زاده على موقع قاعدة بيانات كرة القدم.إي يو (الإنجليزية)
- أحمد مهدي زاده على موقع Soccerway.com (الإنجليزية)